# Esenbeckia
Esenbeckia là một chi ruồi trong họ Tabanidae.

## Các loài
Chi này gồm các loài:
- Esenbeckia abata (Philip)
- Esenbeckia curtipalpis Philip
- Esenbeckia delta Hine
- Esenbeckia deltachi (Philip)
- Esenbeckia downsi Philip
- Esenbeckia flavohirta Bell
- Esenbeckia incisuralis (Say)
- Esenbeckia incisuralis tinkhami Philip
- Esenbeckia minor Krob.
- Esenbeckia osornoi Fairchild
- Esenbeckia pavida Williston
- Esenbeckia planiventris saussurei Bell
- Esenbeckia prasiniventris Macq.
- Esenbeckia ricardoi (Fairchild)
- Esenbeckia scionoides Philip
- Esenbeckia semiflava Wied.
- Esenbeckia tepicana Towns.
- Esenbeckia translucens Macq.

Danh sách này không đầy đủ, bạn cũng có thể giúp mở rộng danh sách.